# 에오강

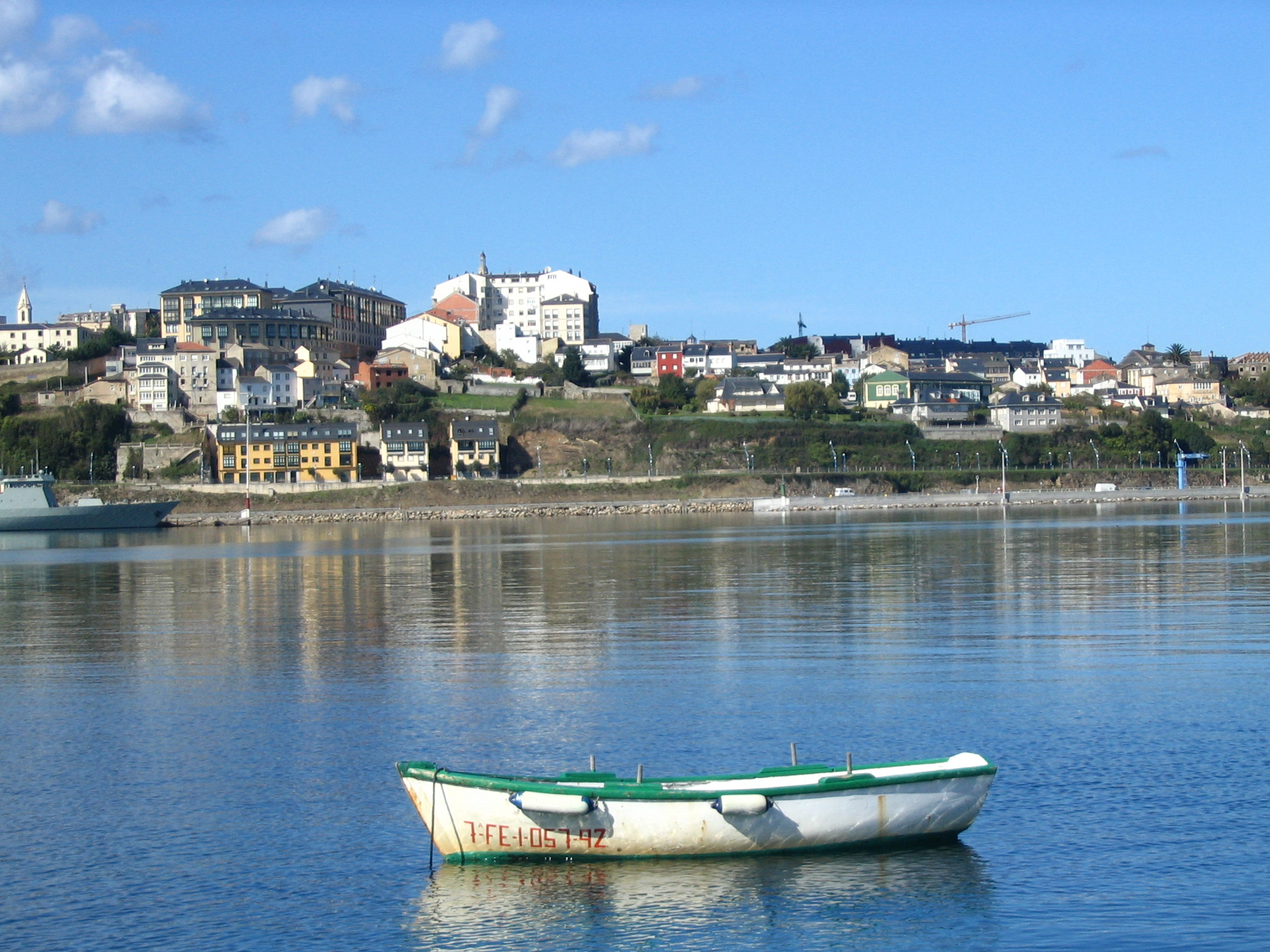

에오강(스페인어: Río Eo)은 스페인 북서지역을 흐르는 강으로 총 길이는 91km이다. 지류는 갈리시아 지방과 아스투리아스 지방을 가르는 경계 역할을 한다. 연어로 유명한 지류이다. 칸타브리아 해로 흘러들어가며 평균 유속은 20,11 m3/s이다.
Eo라는 이름은 로마 시대 때 Egoba로 불리다 변형된 것으로 추정되고 있다.